# Thalurania
Thalurania é um género de beija-flor da família Trochilidae.
Este género contém as seguintes espécies:
- Thalurania colombica (Bourcier, 1843)
- Thalurania fannyi (Delattre e Bourcier, 1846)
- Thalurania furcata (Gmelin, 1788) - Beija-flor-tesoura-verde
- Thalurania glaucopis (Gmelin, 1788) - Beija-flor-de-fronte-violeta
- Thalurania ridgwayi Nelson, 1900
- Thalurania watertonii (Bourcier, 1847)